# EDG电子竞技俱乐部
EDG电子竞技俱乐部（英語：EDward Gaming Hycan，簡稱EDG）為中國大陸電子競技職業戰隊，成立于2013年9月13日。下设《英雄联盟》分部、《炉石传说》分部、《风暴英雄》分部、《绝地求生》分部、《王者荣耀》分部、《CS:GO》分部、《皇室戰爭》分部、《无畏契约》分部、《Apex 英雄》分部。其英雄联盟分部参加了中国的英雄联盟职业联赛（LPL），并曾在英雄联盟2015季中邀请赛、英雄联盟2021赛季全球总决赛及无畏契约2024全球冠军赛中获得冠军。

## 绰号
- “国电”：EDG负责人阿布在回应EDG相关争议时曾说：“你们想毁了中国电竞吗？”，因此从“中国电竞”缩写来的“国电”成为了EDG的绰号。
- “异地鸡”：从EDG中文普通话读音谐音得名“异地鸡”。
- “猪”：由于EDG著名选手Clearlove的一段语音中称“你们这些（队友）这么菜打什么职业，回家养猪吧”[1]，其得名“养猪厂厂长”，简称“厂长”。“猪”也就此成为EDG的代称，特别是在与绰号为“小狗”的选手UZI及其前所在队伍RNG并提之时。但在Clearlove退役和UZI加入EDG后，用“猪”指称EDG的情况减少了。

## 特戰英豪分部
現役隊員
|      | 遊戲名稱       | 備註   |
| ---- | -------------- | ------ |
| 中国 | 郑永康 ZmjjKK  | 選手   |
| 中国 | 万顺治 Chichoo | 選手   |
| 中国 | 王森旭 nobody  | 選手   |
| 中国 | 张钊 Smoggy    | 選手   |
| 中国 | 張峻程 zjc     | 選手   |
| 中国 | 林伟宏 WoodAy1 | 替補   |
| 中国 | 唐时俊 Muggle  | 主教練 |

退役及轉會隊員
|          | 遊戲名稱       | 備註      |
| -------- | -------------- | --------- |
| 中国     | 李卫 sword9    | 轉隊至AG  |
| 中国     | 郭浩东 Haodong | 轉隊至TEC |
| 中華民國 | 謝孟勳 S1Mon   | 自由選手  |

榮譽
VCT 2023東京大師賽5-6名
VCT 2023冠軍賽5-6名
VCT 2024馬德里大師賽5-6名
VCT 2024上海大師賽7-8名
VCT 2024 首爾冠軍賽 冠軍🏆
VCT 2025 曼谷大师赛 季軍

## 皇室戰爭分部
現役隊員
|      | 遊戲名稱       | 備註       |
| ---- | -------------- | ---------- |
| 中国 | 嗨爾 Higher    | Key player |
| 中国 | 門神 Soloman   | 選手       |
| 中国 | 挽歌 Wange     | 選手       |
| 中国 | 豆豆 Peas      | 選手       |
| 中国 | 綠皮哥布茜 Sia | 選手       |
| 中国 | 蘿蔔 Radish    | 選手       |
| 中国 | 山粉圓子燒肉   | 教練       |

退役及轉會隊員
|      | 遊戲名稱 | 備註               |
| ---- | -------- | ------------------ |
| 中国 | 小鋼砲   | 轉隊至NOVA Esports |
| 中国 | 糯米滋   | 轉隊至TTG          |
| 中国 | 瀟灑     | 退役               |
| 中国 | 鈺麟     | 退役               |

榮譽
皇室戰爭職業聯賽2018年秋季賽 亞軍
皇室戰爭職業聯賽2019年春季賽 季軍
皇室戰爭職業聯賽2019年秋季賽 亞軍
皇室戰爭職業聯賽2019年全球總決賽 亞軍
皇室戰爭職業聯賽2020年春季賽 亞軍

## 英雄联盟分部
EDG英雄联盟分部为EDG俱乐部最早建立的核心分部，为迄今LPL各队中获得冠军最多者。
EDG曾设立二队EDE(EDward Esports)，由于2014年拳头公司规定同俱乐部同级联赛只允许一支战队参赛，而EDE在2016年LSPL春季赛中成功升入LPL，因此EDG俱乐部将其出售。EDE之后曾更名为"IMAY"，并在2018年初被Bilibili收购并再度更名为Bilibili Gaming(BLG)。
目前EDG二队为EDG.Y。

### 历史
EDG战队成立于2013年底，由当年冲击S赛失败后出走的数名前Team WE队员及其他新人组成。其中前WE队员离队时引发的风波曾引起圈内广泛争议。

#### 2014赛季
2013年底，皇族决定将旗下的LMQ战队转移至北美地区的NA LCS联赛，因此将空出的LPL名额转手给EDG战队，而2014年LPL春季赛也成为了EDG建队后参加的首项赛事。在2014年春季赛中，EDG在常规赛排名第二，并在季后赛中击败WE与IG，获得首个LPL冠军。
夏季赛中EDG依旧表现出色，其在常规赛中排名第一，在季后赛中先后击败LGD与OMG，并在决赛中3:0再次战胜在败者组决赛中战胜SH皇族的OMG，成功卫冕LPL冠军的同时也以LPL赛区一号种子身份晋级英雄联盟2014赛季全球总决赛。
在S4总决赛上，EDG与三星白（SSW）、AHQ和Dark Passage分在A组，最终三胜三负凭借与AHQ的加赛获胜晋级八强，但在八强赛中2:3不敌SH皇族遭到淘汰。

#### 2015赛季
在2015赛季开始前的LPL韩援转会潮中，EDG从解散的前三星双队（S4冠军三星白和四强三星蓝）中分别签下PawN和Deft两名选手。随后的春季赛中EDG再次获得常规赛第一并一路击败WE和IG杀入决赛，在春季赛决赛中，EDG和LGD打满五局，并最终战胜对手连续第三次获得LPL冠军。也成为了目前为止LPL仅有的一支三连冠队伍。
获得春季赛冠军的同时，EDG也获得了参加当年的首届英雄联盟季中邀请赛的名额。在小组赛中，EDG四胜一负以第二名晋级淘汰赛，并在半决赛中3:0淘汰AHQ。在决赛中，EDG与SKT打满五局，最终3:2击败对手夺冠。EDG成为第一支获得获得Riot Games官方举办的国际赛事冠军的中国大陆战队，也是至2022年MSI为止唯一一支在BO5中击败过SKT的中国战队。2022年MSI决赛RNG三比二战胜T1成为第二支BO5击败SKT的中国战队。
在2015年夏季赛中，EDG状态有所下滑，而上单位置的引援也未能起到预想中的效果。最终EDG先后在半决赛与季军赛中负于LGD与IG仅获第四名，所幸在随后的S5中国区预选赛中EDG及时调整了状态，成功晋级英雄联盟2015赛季全球总决赛。
在S5总决赛中，包括夺冠热门LGD在内的LPL其他两支队伍均发挥严重失常，在小组赛阶段便被淘汰，只有EDG虽然被SKT双杀但最终以四胜两负成绩晋级八强。但在与Fnatic的八强赛中，EDG遭到对手3:0横扫再度无缘四强。

#### 2016赛季
2016赛季EDG基本保持了前一年的原班人马，并在改制后的2016年春季赛常规赛中排名B组第二。在季后赛中，EDG先以3:0击败Snake战队，而后在半决赛中因对手QG战队队员内讧未能按照规定到达赛场而被直接判胜进入决赛。在决赛中，EDG最终1:3负于皇族在前一年组建的新军RNG战队，获得亚军。
夏季赛中，EDG将前辅助选手Mouse代替Koro1担任上单，并开始逐渐重用另一名韩国中单选手Scout。最终EDG在常规赛中创下了史无前例的十六场BO3全胜记录。在季后赛半决赛中，EDG3:2击败WE，并在决赛中3:0复仇RNG，获得队史第四座LPL冠军。
在英雄联盟2016赛季全球总决赛中，EDG作为LPL一号种子与H2K、AHQ和巴西外卡INTZ分在C组。然而EDG在第一场比赛中就出人意料地输给了外卡赛区的INTZ，并在第二循环与AHQ的比赛中依靠PawN的出色发挥才得以惊险翻盘免遭小组出局的命运，但EDG之后在争夺小组第一的加赛中负于H2K，结果八强赛作为小组第二名抽到了A组第一名，当年LCK夏季赛冠军ROX Tigers。在八强赛中，EDG 1:3遭到淘汰，连续三年止步八强。

#### 2017赛季
2016赛季结束后，PawN和Deft离队转会KT Rolster，而EDG则在将原替补中单Scout转正的同时签下韩援Zet担任ADC位置。除此之外，EDG还将因在S6八强赛中表现拙劣而引起广泛批评的Clearlove“保护性”转为替补。在2017年LPL春季常规赛中，EDG以一个胜负积分之差排在WE之后位列第二，虽然四分之一决赛击败了Newbee，但在半决赛中遭到RNG 1:3淘汰。
2017年2月18日，EDG俱乐部在其官方微博账号上宣布由于“选手签证无法在比赛日之前办理完毕”而选择退出当年在波兰卡托维兹举办的IEM英雄联盟项目的比赛。而波兰驻华大使馆文化处则在2月20日发表声明称由于俱乐部方面送签过程中材料准备不足而导致送签材料并未进入审核阶段。由于之前一年EDG也选择放弃IEM的参赛机会，且此次弃赛消息公布过晚导致无法像之前一样由另一支中国队伍递补参赛，使得当届IEM比赛最终没有来自中国大陆的队伍参赛。这次事件与此前几年EDG因成绩或其他事情引起的舆论风波叠加，使队伍遇到了严重的舆论危机。
2017年夏季赛开始前，EDG将青训队员iBoy和Aodi提升为替补，并让Clearlove（改游戏名为Clearlove7）逐渐复出。在首届英雄联盟洲际系列赛决赛中EDG在不被看好（之前几场全负）的情况下战胜了SSG，帮助LPL赛区击败LCK赛区夺冠。之后的LPL常规赛中EDG获得小组第一，并在半决赛中击败IG进入决赛，在与RNG的决赛中，EDG在先失两局的情况下成功实现让二追三，获得队史第五座LPL冠军。队中新人ADC iBoy也因在本场比赛中发挥出色逐渐坐稳主力位置。
在英雄联盟2017赛季全球总决赛中，EDG作为LPL赛区一号种子与SKT、AHQ和Cloud9分在A组，本土作战的EDG在小组第一循环中三场皆负濒临出局，尽管在第二循环一开始EDG调整状态战胜了AHQ和C9，但在事关出线名额的最后一场与SKT的比赛中，EDG在一度破掉对手两路高地的情况下遭遇翻盘，最终两胜四负小组出局。

#### 2018赛季
S7结束后，队中上单Mouse离队，EDG召回曾担任队中替补上单的韩援Ray。
2018赛季开始后，随着IG、RW两支队伍的崛起和RNG的强势，EDG逐渐失去了过去几年间在LPL的统治地位。尽管如此，EDG还是在2018年获得了LPL春季赛亚军和夏季赛第五名，并最终在LPL区域预选赛中接连击败JDG和RW，以三号种子身份晋级英雄联盟2018赛季全球总决赛。
在2018年全球总决赛上，EDG与KT Rolster、Team Liquid与MAD Team分在C组，并四胜两负以小组第二名晋级淘汰赛，但在随后1:3不敌Fnatic，止步八强。

#### 2019赛季
2019年12月16日，EDG打野選手明凱(id:Clearlove)宣佈退役，並担任EDG英雄聯盟分部的主教練。

#### 2020赛季
2020年5月26日，EDG俱樂部宣佈上路選手林辰佑（id:Jinoo）正式退役。

#### 2021赛季
2021年EDG以五千万人民币组建新战队，购入原LNG上单Flandre，原GRF下路Viper。Clearlove宣布再次成为选手，但仅在夏季赛上场一个小场。2021年EDG春季赛打入季后赛四强，夏季赛以3：1击败S9冠军FPX夺冠。2021年11月7日，EDG以小組第二出線，淘汰賽先後以3:2戰勝Royal Never Give Up，Gen.G。決賽以3:2击败DWG KIA最终獲得世界冠軍，中路Scout获得FMVP。

### 荣誉
冠军:
- 英雄联盟全球总决赛(1)：2021年
- 英雄联盟季中邀请赛(1)：2015年
- 英雄联盟职业联赛(6)： 2014春、2014夏、2015春、2016夏、2017夏、2021夏
- 德玛西亚杯(6)：2014年、2015春、2015夏、2015总决赛、2016年、2017年
- 英伟达游戏群英汇(1):2014年
- 世界电子竞技大赛(1):2015年

亚军:
- 英雄联盟职业联赛(1)： 2018春
- 世界电子竞技大赛(1)：2014年
- IEM英特尔极限高手杯(1)：2014深圳站

### 与RNG的战绩
又称"猪狗大战"因RNG明星选手简自豪Uzi称呼为狗而EDG的选手明凯Clearlove又称为猪由此而来。

## 王者荣耀分部

### 教练组
| ID   | 姓名     | 位置     | 国籍           |
| ---- | -------- | -------- | -------------- |
| 爱思 | 唐田     | 主教练   | 中华人民共和国 |
| KEAR | 张凯     | 赛训监督 | 中华人民共和国 |
| 房华 | 房华田丰 | 赛训总监 | 中华人民共和国 |
| 昆   | 应羽晨   | 助教     | 中华人民共和国 |
| 花念 | 叶恒     | 领队     | 中华人民共和国 |
| 玄   | 张鑫栋   | 梯队经历 | 中华人民共和国 |
| 白书 | 白清炎   | 梯队教练 | 中华人民共和国 |

### 队员名单
| ID   | 姓名   | 位置   | 国籍           |
| ---- | ------ | ------ | -------------- |
| 小泽 | 沈宇泽 | 对抗路 | 中华人民共和国 |
| 文涛 | 朱文涛 | 对抗路 | 中华人民共和国 |
| 初晨 | 陶传凯 | 打野   | 中华人民共和国 |
| 夏凌 | 张蜀徽 | 打野   | 中华人民共和国 |
| 一曲 | 周锋   | 中路   | 中华人民共和国 |
| 花卷 | 吴育涛 | 中路   | 中华人民共和国 |
| 凌云 | 陈泓铭 | 发育路 | 中华人民共和国 |
| 鸣鸣 | 张恒鸣 | 发育路 | 中华人民共和国 |
| 笑影 | 汤佳杰 | 游走   | 中华人民共和国 |
| 帆帆 | 杨帆   | 游走   | 中华人民共和国 |

### 过往成员
| ID   | 姓名   | 位置   | 转至新队           | 国籍           |
| ---- | ------ | ------ | ------------------ | -------------- |
| 浪浪 | 刘培峰 | 中路   | 退役               | 中华人民共和国 |
| 初晨 | 陶传凯 | 发育路 | 转会至成都AG超玩会 | 中华人民共和国 |
| 小北 | 龚心宇 | 游走   | 转会至成都AG超玩会 | 中华人民共和国 |
| 阿楚 | 杨楚   | 对抗路 | 退役               | 中华人民共和国 |
| 无痕 | 祝昊运 | 对抗路 | 转会至成都AG超玩会 | 中华人民共和国 |
| KoKo | 张文科 | 游走   | 转会至长沙TES.A    | 中华人民共和国 |
| PJJ  | 潘锦锦 | 游走   | 转助教后离队       | 中华人民共和国 |
| 阿澈 | 陈林钦 | 对抗路 | 退役               | 中华人民共和国 |
| Roc  | 张鹏   | 发育路 | 转会至南京Hero久竞 | 中华人民共和国 |
| 爱思 | 唐田   | 游走   | 转任主教练         | 中华人民共和国 |
| 剑心 | 吴显   | 中路   | 转会至喵鱼         | 中华人民共和国 |
| 玄影 | 陈家继 | 打野   | 退役               | 中华人民共和国 |
| 靖风 | 赵瑞   | 对抗路 | 转会至长沙TES.A    | 中华人民共和国 |

### 荣誉
亚军:
- 王者荣耀职业联赛(1)：2018春季赛

## Apex 英雄分部
2025年5月15日，EDG签下了原属DreamFire的阵容，设立Apex 英雄分部。

### 现役队员
| ID      | 姓名   | 备注 |
| ------- | ------ | ---- |
| 3Mz     | 王虎   | 队长 |
| Pite174 | 王海鹏 |      |
| Return  | 赵朗月 |      |

### 教务团队
| ID       | 姓名   | 备注 |
| -------- | ------ | ---- |
| Luc1fuge | 郑天骁 | 教练 |
| Ends     | 颜泽龙 | 领队 |

### 参赛历史
| 时间                                  | 赛事                                       | 名次 | 奖金（$USD） |
| ------------------------------------- | ------------------------------------------ | ---- | ------------ |
| 2025-05-23                            | SteelSeries Invitational: APAC #3          | 20th | -            |
| 2025-04-06（起始） 2025-06-14（结束） | ALGS: 2025 Split 1 Pro League - APAC South | 8th  | 4000         |